# Agyrta klagesi
Agyrta klagesi là một loài bướm đêm thuộc phân họ Arctiinae, họ Erebidae.